# Klaus Armstroff

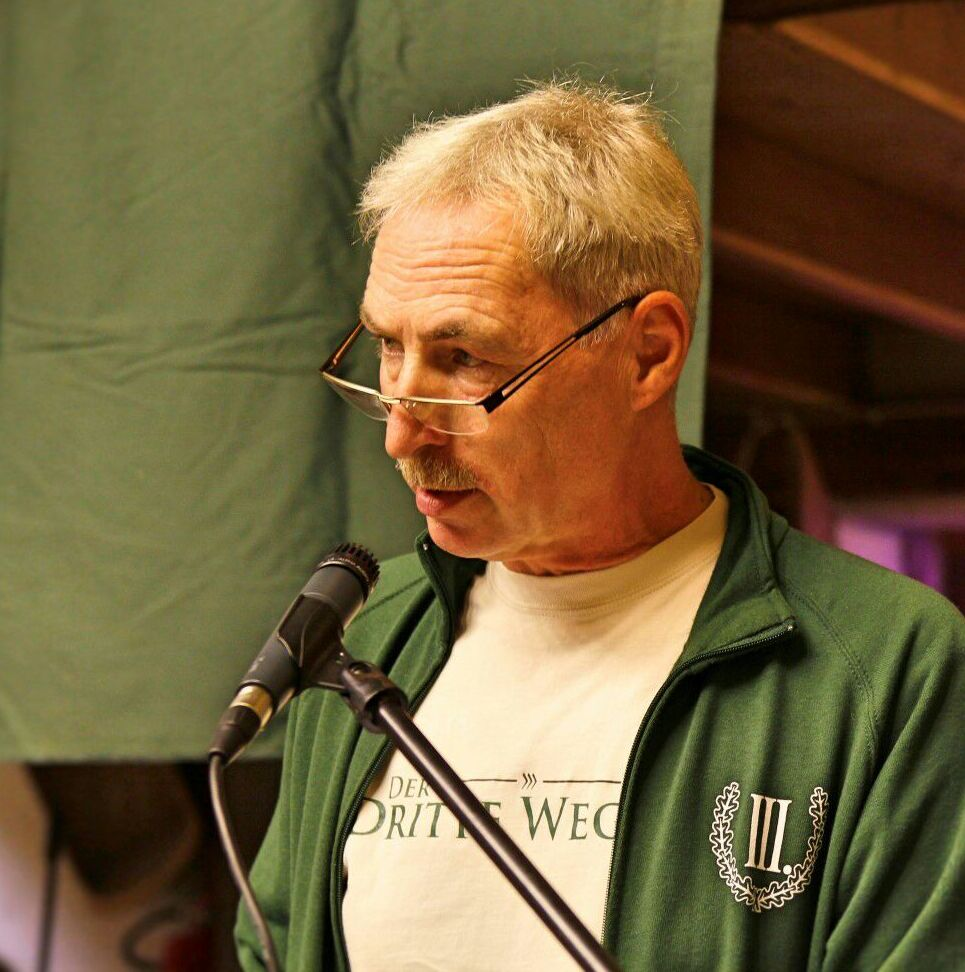
Klaus Armstroff (2017)

Logo der von Klaus Armstroff gegründeten Partei Der III. Weg

Klaus Armstroff (* 1957 in Jena) ist ein deutscher Politiker und Neonazi. Er war Mitglied der Nationaldemokratischen Partei Deutschlands (NPD), gründete dann die neonazistische Partei Der III. Weg und war bis Ende 2021 deren Bundesvorsitzender. Armstroff gilt als Bindeglied zwischen rechtsextremen Parteistrukturen und der freien Kameradschaftsszene in Süddeutschland.

## Leben
Klaus Armstroff saß als Vertreter der NPD seit 2009 im Kreistag des Landkreises Bad Dürkheim und war bis Sommer 2013 im NPD-Landesvorstand Rheinland-Pfalz. Er trat für die Partei bei der Bundestagswahl 2013 an und erhielt 1,3 Prozent der Stimmen im Wahlkreis Südpfalz. Der NPD-Landesverband wurde bis Sommer 2013 von seiner Frau Dörthe Armstroff geleitet. Klaus Armstroff war einer der Protagonisten der Flügelkämpfe im rheinland-pfälzischen Landesverband der NPD. Er gehörte zum völkisch orientierten Flügel der NPD und war mit dem neuen NPD-Landesvorstand um Markus Walter und Ricarda Riefling nicht einverstanden, woraufhin er die NPD verließ.
Auf dem Gründungsparteitag der Partei Der III. Weg am 28. September 2013 in Heidelberg wurde Armstroff zum Bundesvorsitzenden gewählt. In Rheinland-Pfalz wendeten sich daraufhin Teile der „Freien Kameradschaften“ um das Aktionsbüro Rhein-Neckar der Partei Der III. Weg zu. Seit Januar 2014 begann die Partei unter Armstroff offensiv mit der Übernahme von Strukturen des im Juli 2014 verbotenen Freien Netzes Süd in Bayern.
Im November 2021 übergab er den Parteivorsitz an Matthias Fischer und fungiert seither als dessen Stellvertreter.
Klaus Armstroff ist Elektriker, mehrfacher Vater und lebt in Weidenthal.
Armstroff gehörte zum nationalsozialistischen Flügel der NPD. Seine Partei Der III. Weg versteht sich ideologisch als „nationalrevolutionär“ und knüpft teilweise an die Programmatik des sogenannten linken Flügels der NSDAP um die Brüder Strasser an. Aus dieser Ideologie heraus sagte er bei einem Aufmarsch in Plauen im Mai 2014: „Kapitalistische Unternehmer […] stellen die Deutschen auf das Abstellgleis der Langzeitarbeitslosigkeit und gieren nach frischem Ausländerblut.“ Auf dem Bundesparteitag 2014 rief er „dazu auf, im Umfeld von Asylbewerberunterkünften Flugblätter zu verteilen und Aktionen durchzuführen“.
Das Amtsgericht München verurteilte ihn im Oktober 2022 zu einer Geldstrafe von 7.000 Euro, da er auf Wahlplakaten der Partei von 2021 mit der Aufschrift „Hängt die Grünen“ als presserechtlich Verantwortlicher genannt und im Herbst 2021 Parteivorsitzender war.